# Brickellia eupatorioides
Brickellia eupatorioides là một loài thực vật có hoa trong họ Cúc. Loài này được (L.) Shinners mô tả khoa học đầu tiên năm 1971.